# 熊澤泰禅
熊澤 泰禅（くまざわ たいぜん、1873年5月1日 - 1968年1月7日）は、日本の仏教学者、僧侶。曹洞宗大学林（現駒澤大学）教授。曹洞宗總持寺独住16世貫首、永平寺73世貫首。道号は祖学。諡号は大光円心禅師。

## 来歴
明治6年愛知県丹羽郡丹陽村（現一宮市）生まれ。1880年郷里の文殊院石原泰豊師について出家、1886年滋賀県慈眼院諏訪周禅師につき得度、1891年同師より嗣法。1892年永平寺に転じる。1901年曹洞宗大学林（現駒澤大学）卒業。1902年宗門内地留学生となり、京都浄土宗専門学院（現学校法人佛教教育学園）に入り、唯識学を研究した。1905年師席を継ぎ慈眼院住職、1908年母校の曹洞宗大学林教授に就任。1911年敦賀市松島町の永建寺住職となり、禅林専門僧堂を開いて子弟を養成。1926年永平寺副監院、後堂を経て同寺監院。1943年總持寺西堂に就き、1944年貫首、ついで永平寺貫首を25年間務め、現代の清僧と呼ばれた。著書に「参同契宝鏡三眛提唱」「禅戒直指講述」「正法眼蔵讃偈」などがある。
1968年1月7日遷化、94歳。